# Aminogyök
Az aminogyök (·NH2), más néven aminilgyök vagy azanilgyök az amidion (NH−2) semleges változata. Az aminilgyökök erősen reakcióképesek, így – a legtöbb gyökhöz hasonlóan – rövid életűek, azonban fontosak a nitrogénkémia megértésében. Elég nagy koncentrációban az aminogyökök hidrazinná dimerizálódnak. Bár az NH2 funkciós csoport a természetben gyakori sok vegyület, például a fenetilaminok részeként, a gyök nem izolálható szabadon.

## Szintézis

### Ammóniából
Az aminogyök előállítható hidroxilgyök ammóniával való reakciójával besugárzott vizes oldatokban. Ez a reakció hidrogénelvonási reakcióként írható le:
{\displaystyle {\ce {NH3 + OH -> NH2 + H2O}}}
A {\displaystyle k_{1}} reakciósebességi együtthatóra impulzusradiolízissel mért érték {\displaystyle 1,0\cdot 10^{8}\ \mathrm {M^{-1}s^{-1}} }, ezzel szemben az OH hasonló reakciója NH+4-nal sokkal lassabb. k1 értéket később kompetitív kétimpulzus-radiolízissel újra meghatározták benzoát- és tiocianátionokkal 11,4-es pH-n, mindkét esetben {\displaystyle (9\pm 1)\cdot 10^{7}\ \mathrm {M^{-1}s^{-1}} } értéket kaptak. Savas közegben a hidroxilgyök ammóniumionnal az impulzusradiolízises észleléshez túl lassan reagál.

### Hidroxilaminból
Aminogyököt adhat szolvatált elektron (e−(aq)) és hidroxilamin (H2NOH) reakciója is. Több tanulmányban is ESR-spektroszkópiás, illetve polarográfiás módszerrel vizsgálták a Ti(III)/H2NOH rendszert.
{\displaystyle {\ce {Ti^3+ + NH2OH -> Ti^4+ + NH2 + OH-}}}

### Ammóniumilból
A feltételezések szerint hidroxilamin és szolvatált elektronnal reakciójában is keletkezhet aminogyök. Ugyanakkor az alábbi egyensúly miatt:
{\displaystyle {\ce {.NH3+ <=> .NH2 + H+}}}
az aminogyök reakcióképessége feltehetően pH-függő, a fenti változás 3-7-es pH között mehet végbe.

## Tulajdonságok

### Elektronállapotok
Az aminogyöknek két jellemző elektronállapota van:
A stabilabb elektronállapot a 2B1, amelyben a párosítatlan elektron a molekulasíkra merőleges p-pályán található (π-típusú gyök). A magasabb energiaszintű 2A1 állapotban két elektron a p-pályán, a párosítatlan elektron pedig sp2 pályán található (σ-típusú gyök).
A központi atomként nitrogént tartalmazó vegyületek, például az aminok nukleofilok. Az aminogyökökben is megjelenik e jellemző, így ezek is nukleofilnak tekinthetők.

### Spektrumtulajdonságok
Az aminogyök csak nagyon kis mértékben nyel el látható fényt {\displaystyle (\lambda _{\mathrm {max} }=530\ \mathrm {nm} ,\varepsilon _{\mathrm {max} }=81\ \mathrm {M^{-1}s^{-1}} )}, míg az UV-tartományban (<260 nm) a OH-hoz hasonló az elnyelése. Ezért az aminogyök bomlásának követésével való reakciósebesség-meghatározás nem kivihető a gyakorlatban.

## Reakciók
Az aminogyökök általában erősen reakcióképesek és élettartamuk rövid, azonban néhány szerves vegyülettel való reakcióban ez nincs így. Számos szerves vegyülettel megmérték az aminogyök relatív reakcióképességét, de a sebességi együtthatók abszolút értéke egyelőre nem ismert. Az ammóniából történő keletkezésben feltételezték, hogy az aminogyök gyorsabban reagál ammóniával, mint az OH, és talán savas oldatokban az ammóniumiont is aminogyökké oxidálhatja, feltéve, hogy a gyökök az OH-nál erősebb oxidálószerek. Ennek ellenőrzésére szulfát- és foszfátgyökanionokat használtak: a kapott eredmények alapján ezek lassabban reagáltak ammóniával, mint az aminogyök, elektrontranszfer helyett hidrogénelvonással oxidálják azt.
Ha az aminogyök benzoáttal reagál, a sebességi állandó nagyon kicsi, és csak gyenge UV-elnyelés figyelhető meg – ez összhangban van más, korábbi eredményekkel, hogy az aminogyök nem reagál gyorsan a benzollal. Ezzel szemben a fenol gyorsabban reagál az aminogyökkel. 11,3-es és 12-es pH-n végzett kísérletekben 1,5 M koncentrációjú NH3 és 4-10 mM közti koncentrációjú fenololdatok mellett fenoxilgyök keletkezését figyelték meg {\displaystyle (3\pm 0,4)\cdot 10^{6}\ \mathrm {M^{-1}s^{-1}} } sebességgel. Kétféle mechanizmust javasolnak: gyűrűre történő addíció, majd azt követő ammóniaelimináció, illetve közvetlen elektrontranszferes oxidáció.

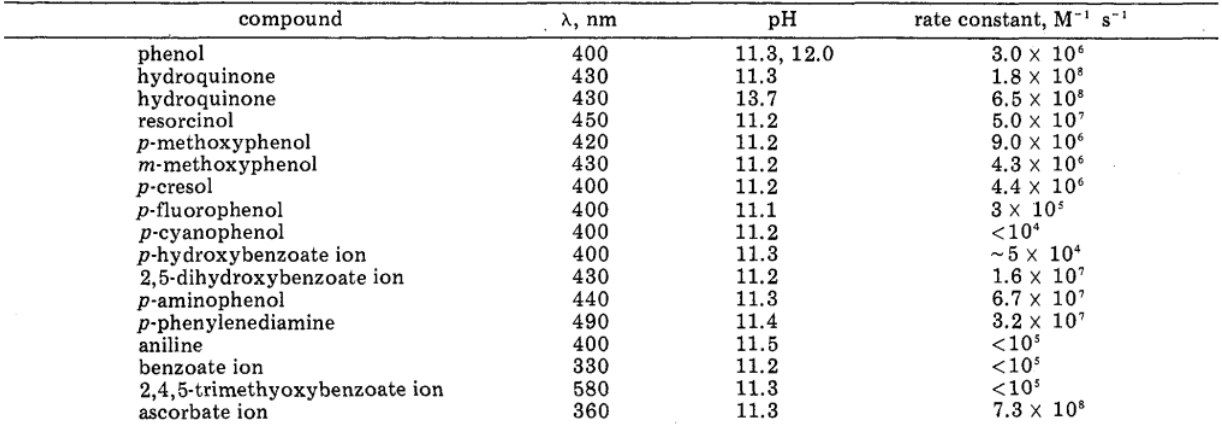
Az NH_{2} gyökök keletkezésének állandói. E sebességi állandókat Neta és társai mérték 1978-ban a keletkező gyökök kinetikájával. A megfigyelések a gyökök abszorpciós maximumán történtek

Míg az aminogyökök kevéssé reaktívak, hidrazinná történő dimerizációjuk az egyik leggyorsabb folyamat, így ez gyakran verseng más NH2-reakciókkal:
{\displaystyle {\ce {H2N. + .NH2 ->N2H4}}}
Kis nyomáson ez a leggyorsabb reakció, és így az elsődleges módja az NH2 eltűnésének.

## Fordítás
Ez a szócikk részben vagy egészben  az   Amino radical című angol Wikipédia-szócikk ezen változatának fordításán alapul.  Az eredeti cikk szerkesztőit annak laptörténete sorolja fel. Ez a jelzés csupán a megfogalmazás eredetét és a szerzői jogokat jelzi, nem szolgál a cikkben szereplő információk forrásmegjelöléseként.